# Herendi vasúti baleset (1983)
A második herendi vasúti baleset 1983. január 21-én történt.

## Leírása
Az Varsói Szerződés keretében évente megrendezett bakonyi hadgyakorlatról katonákat szállító vonat három személykocsija levált a szerelvényről, megfutamodott, és kb. 130 km/h-s sebességgel beleütközött az előtte haladó tehervonatba Herend és Veszprém között. Öt sorkatona (Zombori Aladár és Steinmacher János őrvezető, illetve Hidvégi László, Tóth Kálmán és Türk László honvéd) a helyszínen életét vesztette, többen megsérültek; volt, aki az ablakon kirepült az ütközés következtében.
Egy közeli szovjet laktanyában ellenőrzést tartó zászlóalj érkezett a helyszínre orvosi ellátást nyújtani.